# John van Loen
John van Loen (* 4. únor 1965) je bývalý nizozemský fotbalista.

## Reprezentace
John van Loen odehrál 7 reprezentačních utkání. S nizozemskou reprezentací se zúčastnil Mistrovství světa 1990.

## Statistiky
| Nizozemsko | Nizozemsko | Nizozemsko |
| Roky       | Záp.       | Góly       |
| ---------- | ---------- | ---------- |
| 1985       | 1          | 0          |
| 1986       | 0          | 0          |
| 1987       | 0          | 0          |
| 1988       | 1          | 0          |
| 1989       | 3          | 1          |
| 1990       | 2          | 0          |
| Celkem     | 7          | 1          |